# Marcus Aemilius Lepidus (consul in 187 en 175 v.Chr.)
Marcus Aemilius Lepidus (overleden 152 v.Chr.) was een consul, pontifex maximus en censor.

## Leven

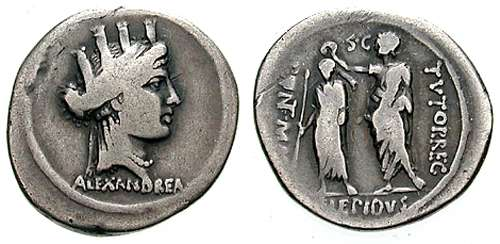
Denarius uit de 1e eeuw v.Chr. met op de keerzijde de legende [PO]NT.M[AX] / TVTOR REG(IS) en in de afsnede [M] LEPIDVS.

### Begin van zijn politieke carrière
In 201 v.Chr. maakte hij, samen met Gaius Claudius Nero en Publius Sempronius Tuditanus, deel uit van een Romeinse delegatie naar de onmondige Ptolemaeïsche koning Ptolemaeus V Epiphanes. In de Romeinse bronnen wordt ook gesuggereerd dat hij als tutor (voogd) van de jonge koning zou zijn aangesteld, wat ook wordt vermeld op een in 1e eeuw v.Chr. geslagen munt.
De delegatie bezocht in 200 v.Chr. verschillende plaatsen in Griekenland (o.a. Athene), vervolgens Rhodos, om uiteindelijk in Egypte aan te komen. Lepidus werd als jongste van de drie ambassadeurs erop uitgestuurd om Rome's ultimatum aan Philippus V van Macedonië in Abydos over te brengen.
In 199 v.Chr. zou hij samen met Gnaeus Cornelius Scipio Hispallus pontifex zijn geworden.

### Aedilis curulus (193 v.Chr.)
In 193 v.Chr. werd hij samen met Lucius Aemilius Paulus Macedonicus tot aedilis curulis verkozen. Ze zouden vele veehouders veroordelen tot een geldboete, waarmee ze betaalden voor vergulde schilden die op het fronton van de tempel van Jupiter Optimus Maximus werden geplaatst. Ze lieten ook een porticus optrekken aan de Porta Trigemina met een aangrenzend emporium aan de Tiber, alsook een tweede porticus die van de Porta Fontinalis naar het altaar van Mars op het Campus Martius liep.

### Praetor in Sicilia (191 v.Chr.)
In 191 v.Chr. werd hij als praetor de provincia Sicilia toegewezen. Er werd hem daarbij opgedragen zijn voorganger Lucius Valerius Tappo als een propraetor te behouden en indien dit hem beter leek, het bestuur van de provincia onder elkaar te verdelen. Hij werd tevens opgedragen om twee tiende van het graan op het eiland op te eisen om naar Griekenland te zenden.

### Eerste consulaat (187 v.Chr.)
Hij werd in 187 v.Chr. tot consul verkozen. Samen met zijn collega, Gaius Flaminius, werd hem de strijd in Liguria toegewezen, waarbij beide consuls al plunderend door de streek trokken. Lepidus kreeg daarnaast ook de opdracht om aan de Cenomani de hun eerder onrechtmatig ontnomen wapens terug te geven. Hij werd ook belast met de aanleg van de Via Aemilia, die liep van Piacenza tot Rimini. Deze weg is nog steeds in gebruik en een van de belangrijkste wegen in Noord-Italië.
In 180 v.Chr. vormde hij samen met Titus Aebutius Parbus en Lucius Quinctius Crispinus een college van triumviri coloniis deducendis, die de opdracht kregen de coloniae Parma en Mutina te stichten. Hij gaf (waarschijnlijk) ook zijn naam aan het castra van Regium Lepidi (het huidige Reggio Emilia).
In 180 v.Chr. volgde hij Gaius Servilius Geminus op als pontifex maximus.

### Censor (179 v.Chr.)

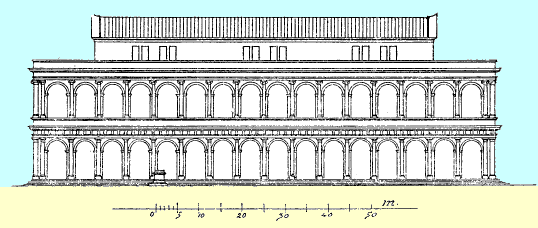
Reconstructie van de Basilica Aemilia

In 179 v.Chr. werd hij samen met zijn politieke rivaal Marcus Fulvius Nobilior tot censor verkozen. Bij hun aantreden verzoenden beide heren zich met elkaar. Zij stelden nieuwe belastingen in en brachten wijzigingen aan in het stemsysteem van de comitia tributa. De censoren lieten zich ook niet onbetuigd op architecturaal vlak: zo lieten ze de Basilica Aemilia (ook wel Basilica Aemilia et Fulvia of Basilica Fulvia genoemd) op het Forum Romanum optrekken. Datzelfde jaar werd hij door zes censoren als princeps senatus ("eerste van de senaat") bestempeld. Op 23 december van dat jaar wijdde hij ook de Tempel van Juno Regina bij het Circus Flaminius op het Campus Martius in dat hij beloofd had toen hij de Liguriërs bestreed.

### Tweede consulaat (175 v.Chr.)
In 175 v.Chr. werd hij, samen met Publius Mucius Scaevola, voor de tweede maal tot consul verkozen. Beide consuls voerde veldtochten in Liguria en hielden een triumphus (triomftocht).
In 152 v.Chr. zou hij op hoge leeftijd zijn gestorven en aan zijn zonen hebben opgedragen zijn begrafenis sober te houden.